# Томас, Джон Мейриг
Джон Мейриг Томас (англ. John Meurig Thomas; 15 декабря 1932, Тамбл, Кармартеншир — 13 ноября 2020) — британский химик, известный работами в области гетерогенного катализа, химии твёрдого тела и материаловедения, иностранный член РАН (1994).

## Биография
Томас получил степень бакалавра в Университетском колледже Уэльса в 1954 году и докторскую степень в Колледже Королевы Марии в 1958 году.
С 1957 по 1958 год работал в Управлении по атомной энергии Соединённого Королевства. С сентября 1958 года стал преподавателем химического факультета Университетского колледжа Северного Уэльса. Его исследования показали глубокое влияние дислокаций и других структурных дефектов на химические и физические свойства твёрдых тел.
В 1969 году Томас стал профессором в Университетском колледже Уэльса, Аберистуит. В этот период он расширил свои интересы в области химии твердого тела, поверхностей и материалов и впервые применил новую технику электронной микроскопии в химии. В 1977 году он был избран членом Королевского общества.
В 1978 году Томас стал заведующим кафедрой физической химии в Кембриджском университете. Также он стал научным сотрудником Королевского колледжа и занимал обе эти должности до 1986 года. В это время он продолжал разрабатывать новые методы в области химии твёрдого тела и материаловедения, а также разрабатывать новые катализаторы.
В 1986 году Томас стал директором Королевского института Великобритании. Он также возглавил кафедру Майкла Фарадея и стал директором исследовательской лаборатории DFRL. В это время он начал использовать синхротронное излучение и рентгеноспектральный анализ для изучения атомной структуры активных центров твёрдых катализаторов в рабочих условиях.
В 1991 году Томас ушёл с поста директора Королевского института и лаборатории DFRL.
С 1993 по 2002 год возглавлял старейший кембриджский колледж Питерхаус. Покинув этот пост, Томас стал почётным профессором материаловедения в Кембриджском университете и почётным профессором химии в исследовательской лаборатории DFRL Королевского института. Он продолжал активно участвовать в исследованиях в лаборатории DFRL до 2006 года.